# خس‌نشین پاپوآ
خس‌نشین پاپوآ (نام علمی: Sericornis papuensis) نام یک گونه از سرده خس‌نشین‌ها است.